# Manglitz Ferenc
Manglitz Ferenc, Marosi, (1883. július 28. – Budapest, 1940. augusztus 22.) labdarúgó, atléta, műszaki rajzoló.
Régi játékfelfogású hátvéd volt. Elsősorban testi erejét vetette be a támadások megakadályozásába és hatalmas felszabadító rúgásokkal küldte előre a labdát. Lelkes és rendkívüli küzdőszellemmel játszó labdarúgó volt. Olyan határozott fellépése volt, hogy mindenki méltányolta, pedig elég gyakran mellé fogott és sokat hibázott.
Az FTC hőskorának nagy alakja, összesen tizenegy magyar bajnoki cím tulajdonosa.

## Családja
Szülei Manglitz Gyula és Kelemen Mária. Felesége Salgovics Mária Terézia magánhivatalnoknő, akivel 1908. május 30-án kötött házasságot Budapesten.

## Labdarúgás
1903 és 1913 között a Ferencvárossal nyolc bajnoki címet szerzett. Kupagyőzelmei között: 4 Ezüstlabda, 1 Challenge Cup és 1 Magyar Kupa található. A zöld-fehéreknél összesen 198 mérkőzésen szerepelt (108 bajnoki, 48 nemzetközi, 42 hazai díjmérkőzés). A válogatottban 4 alkalommal szerepelt.

## Atlétika
1902-ben egymérföldes gyaloglásban országos csúcsot állított fel. 1906 és 1908 között sorozatban háromszor nyert országos bajnokságot 30 kilométeres gyaloglásban.

## Sikerei, díjai

### Labdarúgás
- Magyar bajnok: 1903, 1905, 1906-1907, 1908-1909, 1909-1910, 1910-1911. 1911-1912, 1912-1913.
- Ezüstlabda kupagyőzelem: 1903, 1904, 1906, 1908, 1909.
- Challenge Cup: 1909.
- Magyar Kupa: 1913.

### Atlétika
- Magyar bajnok, 30 km-es gyaloglásban: 1906, 1907, 1908.

## Statisztika

### Mérkőzései a válogatottban
| Magyarország | Magyarország      | Magyarország                  | Magyarország | Magyarország | Magyarország | Magyarország | Magyarország | Magyarország |
| #            | Dátum             | Helyszín                      | Hazai        | Eredmény     | Vendég       | Kiírás       | Gólok        | Esemény      |
| ------------ | ----------------- | ----------------------------- | ------------ | ------------ | ------------ | ------------ | ------------ | ------------ |
| 1.           | 1903. június 11.  | Budapest, Margitszigeti pálya | Magyarország | 3 – 2        | Ausztria     | barátságos   | -            |              |
| 2.           | 1906. október 7.  | Prága, Slavia-stadion         | Csehország   | 4 – 4        | Magyarország | barátságos   | -            |              |
| 3.           | 1906. november 4. | Budapest, Millenáris-pálya    | Magyarország | 3 – 1        | Ausztria     | barátságos   | -            |              |
| 4.           | 1909. május 29.   | Budapest, Millenáris-pálya    | Magyarország | 2 – 4        | Anglia       | barátságos   | -            |              |
|              | Összesen          |                               |              | 4            | mérkőzés     |              | 0            | gól          |

### Atlétika
- 1906. – 30 km-es gyaloglás – 3:54:11
- 1907. – 30 km-es gyaloglás – 3:09:08
- 1908. – 30 km-es gyaloglás – 3:16:47

## Halála
Önkezével vetett véget életének, főbelőtte magát.